# Le Mystérieux Docteur Clitterhouse
Pour plus de détails, voir Fiche technique et Distribution.
Le Mystérieux Docteur Clitterhouse (The Amazing Dr. Clitterhouse) est un film américain réalisé par Anatole Litvak, sorti en 1938.
Le film propose l'étude de la criminologie et donc des criminels amène le docteur Clitterhouse à fréquenter des truands et même à participer à des vols.

## Synopsis
Le Dr Clitterhouse est un riche médecin de la société new-yorkaise qui décide d'étudier les aspects médicaux du comportement des criminels en devenant lui-même un criminel. Il commence une série de dérober de bijoux audacieux, mesurant sa propre pression sanguine, sa température et son pouls avant, pendant et après les vols. Cependant, il aspire à un plus grand échantillon pour son étude finale. Il apprend par l'un de ses patients, l'inspecteur de police Lewis Lane, le nom du plus grand receleur de la ville, Joe Keller. Il va à sa rencontre pour lui vendre ce qu'il a volé mais découvre que "Joe" est en fait "Jo". Le docteur impressionne Jo et une bande de voleurs dirigée par "Rocks" Valentine, si bien que Jo l'invite à se joindre à eux, ce qu'il accepte.
Pour disparaitre sans laisser planer de soupçons sur son absence, le Dr Clitterhouse prétend prendre six semaines de vacances en Europe. Sous le nom de Professeur, il arrache à Rocks la direction de la bande ainsi que l'admiration de Jo, ce qui lui cause beaucoup de ressentiment. Lors du vol d'un entrepôt de fourrures, Rocks enferme son rival dans une chambre froide mais Clitterhouse est libéré par Butch, un membre du gang que Jo avait chargé de le surveiller. Par la suite, Clitterhouse annonce qu'il démissionne, ayant accumulé suffisamment de données en étudiant le gang pendant leurs vols. Il remet le gang sous le contrôle de Rocks.
Ce dernier apprend la véritable identité du Dr Clitterhouse et se présente à son cabinet de Park Avenue. Rocks essaie de faire chanter le docteur pour qu'il utilise son cabinet comme refuge pendant qu'ils volent les riches amis du docteur. Clitterhouse apprend que Rocks ne le laissera pas publier ses recherches incriminantes et se rend compte qu'il n'a pas étudié le crime ultime, le meurtre, qui sera le chapitre final de son livre. Il donne donc une boisson empoisonnée à Rocks et étudie ses symptômes pendant qu'il meurt. Jo l'aide ensuite à se débarrasser du corps dans la rivière mais il est récupéré et le poison est détecté par la police criminel.
Le docteur est finalement arrêté par son ami l'inspecteur Lane et lors de son procès il insiste sur le fait que tout ce qu'il a fait était basé sur des considérations purement scientifiques. Il affirme en outre avoir écrit un livre sain et qu'il est impossible pour un homme fou d'écrire un livre sain. Sa détermination à montrer à tout prix qu'il est sain d'esprit et donc prêt à affronter la peine de mort, convainc le jury de le déclarer non coupable pour cause d'aliénation mentale. Il finira interner en hôptial psychiatrique.

## Fiche technique
- Titre : Le Mystérieux Docteur Clitterhouse
- Titre original : The Amazing Dr. Clitterhouse
- Réalisation : Anatole Litvak
- Scénario : John Wexley et John Huston d'après une pièce de Barré Lyndon
- Production : Anatole Litvak, Robert Lord producteur associé (non crédité), Gilbert Miller (non crédité), Hal B. Wallis producteur exécutif (non crédité) et Jack L. Warner
- Société de production : First National Pictures et Warner Bros
- Société de distribution : Warner Bros. Pictures
- Directeur musical : Leo F. Forbstein
- Musique : Max Steiner (non crédité)
- Photographie : Tony Gaudio
- Direction artistique : Carl Jules Weyl
- Costumes : Milo Anderson
- Montage : Warren Low
- Pays de production : États-Unis
- Langue : Anglais
- Format : Noir et blanc - Mono
- Genre : Policier
- Durée : 87 minutes
- Dates de sortie : 
  - États-Unis : 20 juillet 1938 New York
  - États-Unis : 30 juillet 1938

## Distribution
- Edward G. Robinson : Dr. T.S. Clitterhouse
- Claire Trevor : Jo Keller
- Humphrey Bogart : 'Rocks' Valentine
- Allen Jenkins : Okay
- Donald Crisp : Inspecteur de police Lewis Lane
- Gale Page : Infirmière Randolph
- Henry O'Neill : Juge
- John Litel : M. Monroe, avocat de la partie civile
- Thurston Hall : Grant
- Max 'Slapsie Maxie' Rosenbloom : Butch
- Bert Hanlon : Pat 'Pal'
- Curt Bois : Rabbit
- Ward Bond : Tug
- Vladimir Sokoloff : Popus 'Poopus'
- Billy Wayne : Candy
- Robert Homans : Lieutenant Ethelbert Johnson
- Irving Bacon : Président du jury

Acteurs non crédités :
- Edward Gargan : Sergent de police
- Susan Hayward : Patiente (scènes supprimées)
- Ronald Reagan : Annonceur Radio (voix)